# Косингас: Ред Змаја
Косингас: Ред Змаја је књига аутора Александра Тешића. Издата је од стране издавачке куће „Порталибрис“. Књига је прва у серијалу од планираних три. Други део је издан под именом Косингас: Бездањ.
Књига прати Марка Краљевића и монаха Гаврила у борби против нељуди и припрему кнеза Лазара за борбу са Турцима и ако та борба не представља центар збивања књиге.
Књига садржи описе старих српских обичаја и бића из словенске и српске митологије
Од стране критичара је добила помешане критике, углавном добре.

## Идеја
Тешић сам наводи да је током својих путовања по Србији и планинарењама. Каже да је идеју сасвим случајно добио 2002. године, када је открио „да и ми Срби имамо митологију која по лепоти нимало не заостаје за грчком митологијом, а да о њој не знамо практично ништа.“
Он такође наводи:
За разлику од грчке, стара српска словенска митологија је углавном преношена усмено, генерацијама, било у облику обичаја, или у облику бајке, предања, народне песме... Некако не могу да замислим Грка или Египћанина који не зна ништа о грчкој или египатској митологији. Код нас је, ето, све могуће, у школи се о њој готово не учи, а оно мало што се спомиње у народним јуначким песмама уопште није довољно да неког заинтересује за обимне, стручне књиге које на сувопаран начин третирају ту материју
Иако су у књизи присутне сличности са Господаром прстенова и Хобитом, Тешић иако признаје да је обожавалац Толкина каже да је „све рађено по српској митологији, од најмањих митолошких створења па до имена главних јунака који носе имена славних словенских богова.“